# Сафран
„Сафран“ е голяма френска индустриална и технологична група, присъстваща в международен план в областта на аеронавтиката, космоса и отбраната. Тя е създадена през 2005 г. при сливането на „Снекма“ и „Сажем“. От септември 2011 г. групата е включена в CAC 40.
Компаниите се занимават с проектирането и производството на самолетни двигатели, хеликоптери и ракети, авиационно оборудване и отбрана.
След усвояването на „Зодиак Аероспейс“ през 2018 г. групата има повече от 81 000 служители в края на септември 2020 г.